# Tondabayashi, Ōsaka

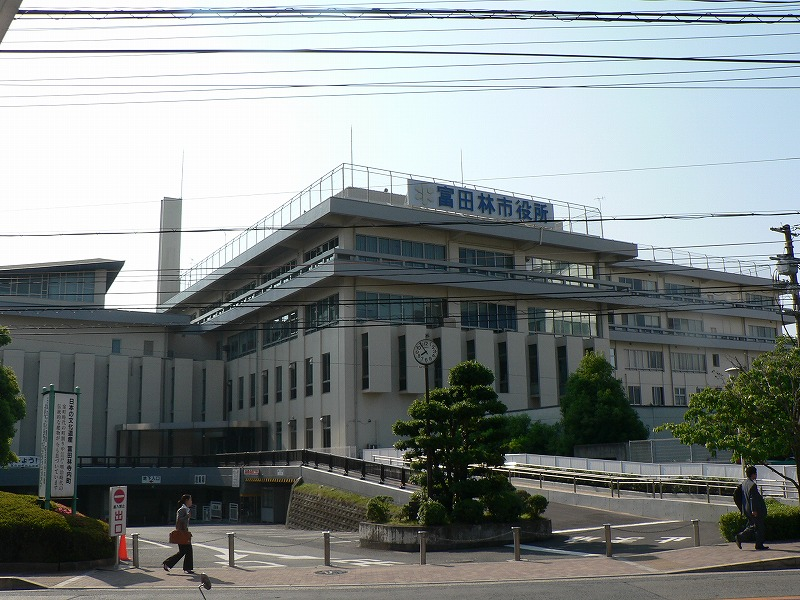
City hall

Tondabayashi (tiếng Nhật: 富田林市, Thôn-đa-ba-da-xi) là một thành phố thuộc tỉnh Ōsaka, Nhật Bản.